# Concierto para piano n.º 11 (Mozart)

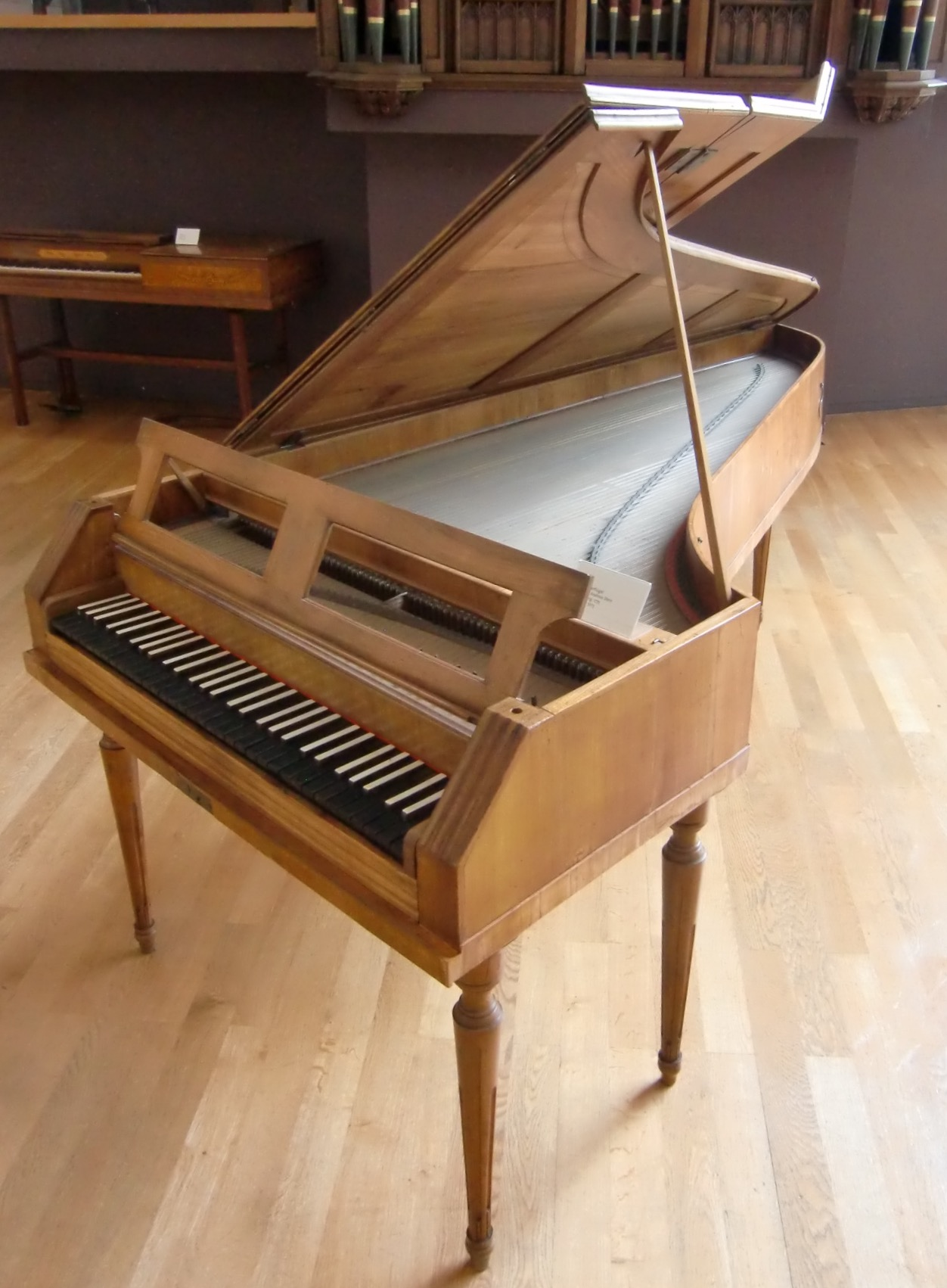
Fortepiano de Stein de 1775.

El Concierto para piano n.º 11 en fa mayor, K. 413 (387a en la sexta edición del catálogo Köchel), fue el segundo de una serie de tres primeros conciertos que escribió poco tiempo después de establecerse en Viena, en otoño de 1782 (de acuerdo con la última edición del catálogo Köchel, el KV 414 fue escrito en primer lugar). Fue el primer concierto completo que escribió para los conciertos por subscripció que ofrecía en la ciudad. La partitura autógrafa se conserva en la actualidad en la Biblioteca de la Universidad Jagellónica de Cracovia, con una copia adicional, en este caso incompleta, que Mozart llevó a Salzburgo en 1783, conservada en la biblioteca de la Abadía de San Pedro en Salzburgo.  

## Estructura
El concierto consta de los usuales tres movimientos:
1. Allegro, en 3/4.
2. Larghetto, en 4/4 (en si bemol mayor).
3. Tempo di menuetto, en 3/4.

Está escrito para dos oboes, dos fagotes (sólo en el segundo movimiento), dos trompas y cuerdas. Sin embargo, los vientos y metales no juegan un papel importante a lo largo del concierto, y el mismo Mozart anunció una versión "a quattro", que es para cuarteto de cuerda y piano solo, presumiblemente para uso doméstico.
Las indicaciones de compás del concierto son algo inusuales: Mozart tan solo escribió otros dos conciertos cuyo primer movimiento estuviese en compás de 3/4 (el n.º 14, KV 449 y el n.º 24, KV 491). 
En el primer movimiento, Mozart modula definitivamente a la dominante, do mayor, al introducir el segundo sujeto en el preludio regresnado finalmente a fa mayor ocho compases más tarde, un esquema también empleado en su Concierto para piano n.º 14.
El segundo movimiento está compuesto en tiempo binario, pero presenta pocas características particularmente notables.
El tercer movimiento, por otra parte, es inusual tanto en su forma de minueto, como por su variación en la estructura normal del rondó…